# Thirst, ceci est mon sang
Cet article concerne le film de Park Chan-wook. Pour le film de Rod Hardy, voir Soif de sang.
Pour les articles homonymes, voir Thirst (homonymie).
Pour plus de détails, voir Fiche technique et Distribution.
Thirst, ceci est mon sang (coréen : 박쥐, Bakjwi), ou Ceci est mon sang au Québec, est un film d'horreur sud-coréen écrit, produit et réalisé par Park Chan-wook, sorti en 2009.
Ce film a reçu le Prix du Jury lors de la compétition officielle au Festival de Cannes 2009.

## Synopsis
Un jeune prêtre suit une expérience médicale et se porte volontaire pour tester un vaccin susceptible d'éradiquer une maladie qui sévit en Afrique. L'expérience est un fiasco, et le prêtre décède. Une transfusion sanguine d'origine inconnue le ramène à la vie, mais cette expérience le transforme progressivement en vampire. Rentré en Corée, sa résurrection attire les pèlerins. Parmi eux, il recroise la femme d'un ami d'enfance, aux charmes de laquelle il ne pourra résister.

## Fiche technique
- Titre : Thirst, ceci est mon sang
- Titre québécois : Ceci est mon sang
- Titre original : 박쥐, Bakjwi (litt. « chauve-souris »)
- Réalisation : Park Chan-wook
- Scénario : Jeong Seo-Gyeong et Park Chan-wook, d'après le roman Thérèse Raquin d'Émile Zola
- Photographie : Chung Chung-hoon
- Montage : Kim Sang-bum et Kim Jae-bum
- Décors : Ryu Seong-hie
- Costumes : Jo Sang-gyeong
- Musique : Jo Yeong-wook
- Production : Ahn Soo-hyun et Park Chan-wook
- Société de production : Moho Films
- Société de distribution : CJ Entertainment
- Pays d'origine :  Corée du Sud
- Langue originale : coréen, anglais
- Format : couleur — 2.35 : 1 — Dolby Digital — 35 mm
- Genres : drame, fantastique, horreur, romance
- Durée : 133 minutes
- Dates de sortie :
  - Corée du Sud : 30 avril 2009
  - Canada : 7 août 2009
  - France : 30 septembre 2009
- Classification :
  - France : interdit aux moins de 12 ans lors de sa sortie en salles et aux moins de 16 ans à la télévision

## Distribution
- Song Kang-ho : Sang-Hyeon
- Kim Ok-vin : Tae-Ju
- Shin Ha-kyun : Kang-Woo
- Oh Dal-soo : Young-Du
- Kim Hae-sook : Mrs. Ra
- Mercedes Cabral (en) : Evelyn
- Park In-hwan : le vieux prêtre
- Song Young-chang : Seung-Dae
- Eriq Ebouaney : Immanuel

## Production
Thirst, ceci est mon sang est un projet ambitieux de Park Chan-wook qui a duré dix ans. Le réalisateur s'est inspiré, en grande partie, du roman Thérèse Raquin d'Émile Zola, notamment en retrouvant de grandes ressemblances avec les personnages du livre, la façon dont ils évoluent ainsi que leurs actions. La scène de l'assassinat de Kang-Woo par Sang-Hyeon, par exemple, où Kang-Woo, tout comme Camille dans Thérèse Raquin, se fait noyer par son ami qui fait croire à un accident. Cependant, le film fait évoluer ses personnages dans un contexte totalement différent de celui des protagonistes d'Émile Zola.
En plein tournage de son film Joint Security Area (2000), Park Chan-wook a donc demandé à Song Kang-ho d'endosser un rôle dans ce projet et a choisi Kim Ok-vin dans le rôle principal aux côtés de ce dernier.

## Distinctions
- 2009 : Prix du jury du festival de Cannes, ex aequo avec Fish Tank
- 2009 : Prix de la meilleure actrice dans un rôle secondaire (Kim Hae-sook) et meilleure musique de film[réf. nécessaire] (Jo Yeong-wook) aux Blue Dragon Film Awards.
- 2010 : Meilleurs effets spéciaux aux Asian Film Awards